# Cicer baldshuanicum
Cicer baldshuanicum är en ärtväxtart som först beskrevs av Mikhail Grigoríevič Popov, och fick sitt nu gällande namn av Igor Alexandrovich Linczevski. Cicer baldshuanicum ingår i släktet kikärter, och familjen ärtväxter. Inga underarter finns listade i Catalogue of Life.